# Redman (Class40)
Pour les articles homonymes, voir Redman (homonymie).
Redman est un voilier monocoque de 40 pieds conçu pour la course au large, il fait partie de la classe Class40. Son nom de baptême est Maat et son numéro de classe le 161.
Mis à l'eau en septembre 2020, il est le Class40 le plus récent au moment du départ de la Normandy Channel Race 2020. Antoine Carpentier avec seulement quelques jours de réglages et préparation termine à la 3ème place de l'épreuve.
Un an plus tard, le voilier toujours skippé par Antoine Carpentier (en duo avec Pablo Santurde del Arco) remporte la Transat Jacques Vabre catégorie Class40 à Fort-de-France en restant en tête la majorité de la course.

## Historique du bateau

### Construction et mise à l'eau

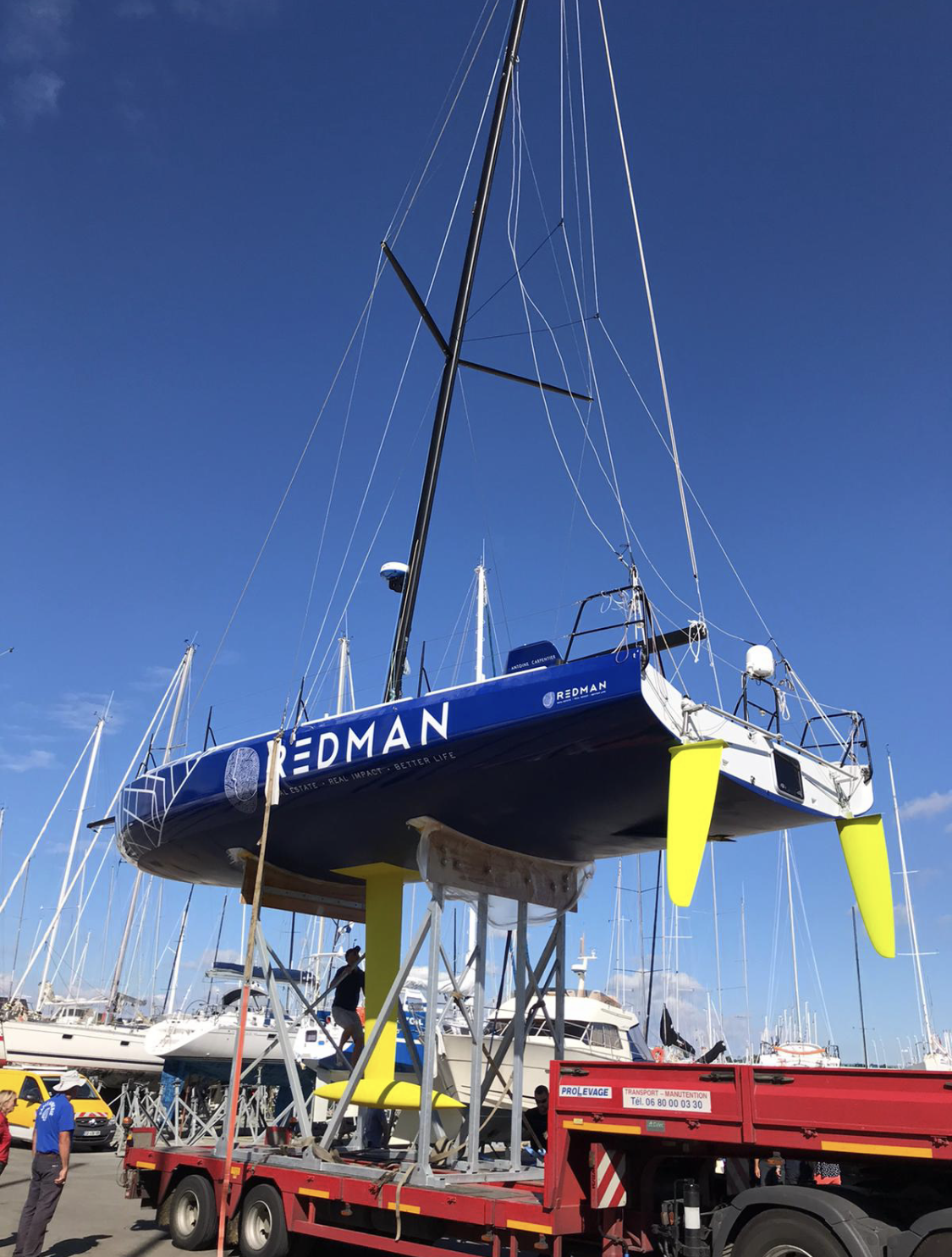
Le Class40 Redman dans les rues de la Trinité-sur-Mer quelques instants avant sa première mise à l'eau le 2 septembre 2020.

En 2020, Antoine Carpentier annonce la conclusion d'un partenariat BCorp Redman comprenant la construction d'un Mach 40.4 de type scow qui sera dessiné par l'architecte Sam Manuard et réalisé par les chantiers de JPS Production à La-Trinité-sur-Mer. Malgré des retards dus à la pandémie de COVID et au premier confinement, les travaux de construction sont réalisés lors 1er semestre 2020 et c'est le 2 septembre 2020 à La-Trinité-sur-Mer que le bateau est mis à l'eau, en présence d'Yves Normand, le maire de la ville, juste huit jours avant sa première course : la Normandy Channel Race.

### Parrainage
Le bateau est rebaptisé plus d'un an après sa mise à l'eau, le 5 novembre 2021 au Havre lors du départ de la Transat Jacques Vabre, la marraine choisie par Antoine Carpentier étant Sandra Forgues, personnalité militante du monde transidentitaire. Sandra et Antoine s’étaient associés en 2011 à l’occasion du Trophée Mer-Montagne à Saint-Gervais, une compétition organisée par Eric Loizeau, qui associe marins et montagnards de renom.

## Palmarès

### 2022 - Destination Route du Rhum
Redman termine 5e de sa classe sur la Route du Rhum 2022 qui s'est élancée de Saint-Malo en novembre.
- 9e de la Normandy Channel Race
- 3e du Championnat du Monde à La Rochelle[4]

### 2021 - Première année faste
Antoine Carpentier remporte la Transat Jacques-Vabre 2021 en 21 jours 22 heures 33 minutes et 30 secondes pour parcourir les 4 600 milles théoriques depuis Le Havre à la vitesse moyenne de 8,70 nœuds, mais il a réellement parcouru 5 502,96 milles à 10,45 nœuds.
Terminant sur le podium de chacune des courses auxquelles il a participé au cours de l’année, à l’exception de la Rolex Fastnet Race, Antoine Carpentier remporte le Trophée Européen Class40 pour la première fois à bord de Redman. Le duo suisse Valentin Gautier et Simon Koster (Banque du Léman) termine deuxième. Luke Berry (Lamotte – Module Création) complète le podium. 
- Vainqueur de la Transat Jacques Vabre en class40 en duo avec Pablo Santurde del Arco[5],[6].
- Vainqueur Trophée Européen Class40[7].
- Vainqueur Les Sables-d'Olonne - Horta - Les Sables-d'Olonne avec Mikaël Mergui[8].
- Vainqueur La 40' Malouine Lamotte avec Pablo Santurde del Arco[9].
- 2e de la Transat du RORC[10].

- 3e de la Normandy Channel Race après avoir été en tête au passage du Fastnet.
- 4e de la Rolex Fasnet Race

### 2020 - Année de lancement
- 3e de la Normandy Channel Race[11].